# Teresa Kuba
Teresa Kuba (geboren 1987 in Freising) ist eine deutsche Schriftstellerin, bekannt als Autorin von Science-Fiction und Fantasy.

## Bibliografie
- Turion. Drachenmond-Verlag, Leverkusen 2016, ISBN 978-3-95991-070-5.
- Sternen-Scherben. Drachenmond-Verlag, Leverkusen 2017, ISBN 978-3-95991-154-2.
- Ich bin nicht verrückt sagt mein Einhorn : Wahnsinn aus dem Leben einer arbeitslosen Künstlerin. BoD, Norderstedt 2017, ISBN 978-3-7431-4078-3.